# Relație extraconjugală

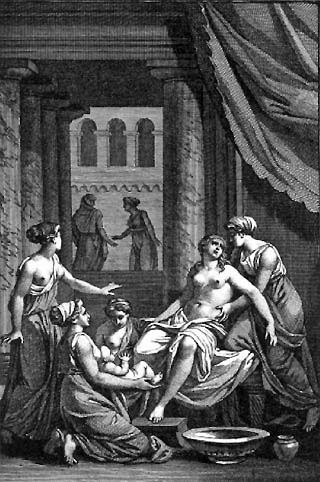
Alcmena, iubita lui Zeus naște pe Heracle

Relații extraconjugale sunt denumite relațiile sexuale pe care o persoană căsătorită le întreține permanent sau temporar în afara căsniciei. Această faptă nefiind pedepsită de lege, este tolerată frecvent de societate, gravitatea faptei fiind apreciată diferit în funcție de: 
1. situația în care este afectată persoana respectivă,
2. de țara unde a avut loc, de autoritatea religiei creștine care propagă monogamia

Schimbarea partenerului sexual sunt de fapt complementări sexuale, unii scriitori ca Balzac afirmă că prin religie omul a fost constrâns la monogamie. 
În unele țări musulmane, în care se aplică Șaria, persoanele care au relații extraconjugale încă sunt omorâte cu pietre (lapidare).
O altă formă de relații sexuale între două persoane necăsătorite este concubinajul.
Adulterul a fost dezincriminat în România in 2006.

## Situația legală a copilului născut dintr-o relație extraconjugală
În România, un copil născut sau conceput în timpul căsătoriei îl are ca tată prezumat pe soț. Astfel, soțul trebuie trecut în certificatul de naștere. Ulterior, se poate deschide în instanță o acțiune de tăgada a paternității. În noul Cod Civil, tăgada paternității este prevăzută de articolele 429-434. Conform art 429  "Acțiunea în tăgada paternității poate fi pornită de soțul mamei, de mamă, de tatăl biologic, precum și de copil."